# میدان تصادفی مارکوفی

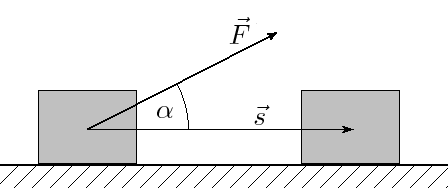
میدان‌های تصادفی مارکفی

میدان‌های تصادفی مارکفی (به انگلیسی: Markov Random Fields) دسته‌ای از مدل‌های آماری هستند که ارتباط (استقلال) بین متغیرهای تصادفی را به کمک یک گراف ساده (بدون جهت) مدل می‌کنند. در این دسته مدل‌ها، با داشتن تمام همسایه‌های یک متغیر، آن متغیر از بقیه متغیرهای غیر همسایه مستقل است؛ دلیل نامگذاری این مدل‌ها به نام مارکفی این نکته است. از مهمترین مثال‌های این دسته مدل‌ها مدل آیسینگ است که برای مدل کردن جهت‌گیری اسپین‌ها در یک ماده فرومغناطیس به کار رفته است. میدان‌های تصادفی مارکفی به صورت گسترده‌ای در پردازش تصویر به کار می روند.